# Isa (album)
Isa je osmi studijski album norveškog metal sastava Enslaved. Album je 1. studenog 2004. godine objavila diskografska kuća Tabu Recordings. 

## O albumu
Smatra se da je Isa najprogresivniji uradak sastava jer se nekoliko pjesama nastavlja jedna na drugu, bez tišine koja bi ih inače odvajala; k tome su prisutne i mnogostruke promjene u tempu i dinamici. Pjesma "Neogenesis", koja traje gotovo 12 minuta, jedna je od najduljih pjesama skupine; dulja pjesma od nje samo je šesnaestominutna skladba "793 (Slaget om Lindisfarne)" s albuma Eld, koji je bio objavljen 1997. godine.
Ovo je prvi Enslavedov album s bubnjarom Catom Bekkevoldom i klavijaturistom/vokalistom Herbrandom Larsenom. 
Album je osvojio dvije nagrade; Spellemannovu nagradu 2004. i nagradu Alarm 2005. godine - obje za najbolji metal album.
Netom prije objave albuma sastav je u listopadu 2004. godine objavio glazbeni spot za naslovnu pjesmu "Isa".

## Popis pjesama
Glazba: Ivar Bjørnson.
| 1.    | »Intro: "Green Reflection"« (instrumental)    |                    | 0:51  |
| 2.    | »Lunar Force«                                 | Grutle Kjellson    | 7:03  |
| 3.    | »Isa«                                         | Bjørnson           | 3:46  |
| 4.    | »Ascension«                                   | Bjørnson           | 6:45  |
| 5.    | »Bounded by Allegiance«                       | Kjellson           | 6:38  |
| 6.    | »Violet Dawning«                              | Bjørnson           | 3:49  |
| 7.    | »Return to Yggdrasill«                        | Bjørnson, Kjellson | 5:39  |
| 8.    | »Secrets of the Flesh« (instrumental)         |                    | 3:36  |
| 9.    | »Neogenesis«                                  | Bjørnson           | 11:58 |
| 10.   | »Outro: "Communion" (excerpt)« (instrumental) |                    | 0:56  |
| 51:01 |                                               |                    |       |

## Zasluge
| Enslaved - Grutle Kjellson – vokali, bas-gitara - Ivar Bjørnson – gitara - Ice Dale – solo gitara - Cato Bekkevold – bubnjevi - Herbrand Larsen – vokali, klavijature, melotron, klavir, Hammond orgulje, inženjer zvuka Dodatni glazbenici - Abbath – dodatni vokali (na pjesmi "Lunar Force") - Nocturno Culto – dodatni vokali (na pjesmama "Isa" i "Bounded by Allegiance") - Ofu Kahn – dodatni vokali (na pjesmi "Ascension") - Stig Sandbakk – dodatni vokali (na pjesmama "Ascension" i "Return to Yggdrasill") - Are Mundal – intro i outro - Dennis Reksten – sintesajzer (na pjesmi "Secrets of the Flesh") | Ostalo osoblje - Pytten – produkcija, inženjer zvuka - Asle Birkeland – raspored ilustracija, fotografija - Truls Espedal – naslovnica, ilustracije - Peter Beste – fotografija - Peter In de Betou – mastering - Lars Klokkerhaug – miksanje |